# Adrian Ianculescu
Romolus Adrian Ianculescu (n. 28 octombrie 1973, Lugoj, județul Timiș) este un fost gimnast artistic, laureat cu bronz pe echipe și la sărituri la Campionatul Mondial din 1995 și respectiv la cel din 1997.
A început să practice gimnastica la CSS Lugoj, sub îndrumarea lui Francisc Belcsak, iar apoi a continuat la CSA Steaua București, unde s-a pregătit cu Aurelian Georgescu. Pe urmă s-a alăturat lotului olimpic, unde s-a pregătit sub conducerea antrenorilor Dan Grecu și Aurelian Georgescu. La Campionatul Mondial din 1995 de la Sabae a ocupat locul trei cu echipa, prima medalie mondială din istoria gimnasticii masculine românești. A participat la Jocurile Olimpice de vară din 1996 de la Atlanta, clasându-se pe locul 9 cu echipa. În anul următor a cucerit medalia de bronz la sărituri din cadrul Campionatului Mondial de la Lausanne.
Pentru realizările sale a primit titlul de Maestru emerit al sportului. In 2000 i-a fost conferit Ordinul Național „Serviciul Credincios”, clasa a IlI-a.

## Legături externe
- Biografii – I la Federația Română de Gimnastică
- en Adrian Ianculescu la Olympedia.org